# Michigan Beach
Michigan Beach är en strand i Kanada.   Den ligger i provinsen Ontario, i den sydöstra delen av landet, 400 km sydväst om huvudstaden Ottawa.
Runt Michigan Beach är det i huvudsak tätbebyggt. Runt Michigan Beach är det mycket tätbefolkat, med 1 361 invånare per kvadratkilometer.